# رینگ رینگ
«رینگ رینگ» (انگلیسی: Ring Ring) ترانه اصلی نخستین آلبوم استودیویی گروه موسیقی سوئدی آبا به نام رینگ رینگ است که در سال ۱۹۷۳ منتشر شد. نیل سداکا و فیل کودی در ترجمۀ متن ترانه به زبان انگلیسی مشارکت داشتند و این ترانه به صدر فهرست برترین‌های سوئد دست یافت.
این ترانه ماجرای عاشقی است که به تنهایی در کنار تلفن منتظر تماس معشوقش مانده‌است.

## جداول موسیقی
نسخۀ سوئدی
| جدول (۱۹۷۳)                 | بالاترین رتبه |
| --------------------------- | ------------- |
| سوئد (فهرست برترین‌های سوئد) | ۱             |

نسخۀ انگلیسی اصلی
| جدول (۱۹۷۴–۱۹۷۳)                 | بالاترین رتبه |
| -------------------------------- | ------------- |
| استرالیاa (گزارش موسیقی کنت)     | ۹۲            |
| اتریش (او۳ تاپ ۴۰ اتریش)         | ۲             |
| بلژیک (اولتراتاپ ۵۰ فلاندرز)     | ۲             |
| بلژیک (اولتراتاپ ۵۰ والونی)      | ۱۷            |
| دانمارک (آی‌اف‌پی‌آی)               | ۱             |
| فنلاند (جدول‌های رسمی فنلاند)     | ۲۵            |
| هلند (۴۰ آهنگ برتر)              | ۵             |
| هلند (۱۰۰ تک‌آهنگ برتر)           | ۵             |
| نروژ (وی‌جی-لیستا)                | ۲             |
| رودزیا (لایونز مِـید)             | ۱۲            |
| آفریقای جنوبی (رادیو اسپرینگ‌باک) | ۳             |
| سوئد (فهرست برترین‌های سوئد)      | ۲             |

نسخۀ انگلیسی ریمیکس
| جدول (۱۹۷۵–۱۹۷۴)            | بالاترین رتبه |
| --------------------------- | ------------- |
| استرالیا (گزارش موسیقی کنت) | ۹۰            |
| تک‌آهنگ‌های بریتانیا (اوسی‌سی) | ۳۲            |

| جدول (۱۹۷۶)                    | بالاترین رتبه |
| ------------------------------ | ------------- |
| استرالیا (گزارش موسیقی کنت)    | ۷             |
| نیوزیلند (ریکوردد میوزیک ان‌زد) | ۱۷            |

### جداول پایان سال
| سال (۱۹۷۶)                  | رتبه |
| --------------------------- | ---- |
| استرالیا (گزارش موسیقی کنت) | ۴۹   |